# 阪急550形電車

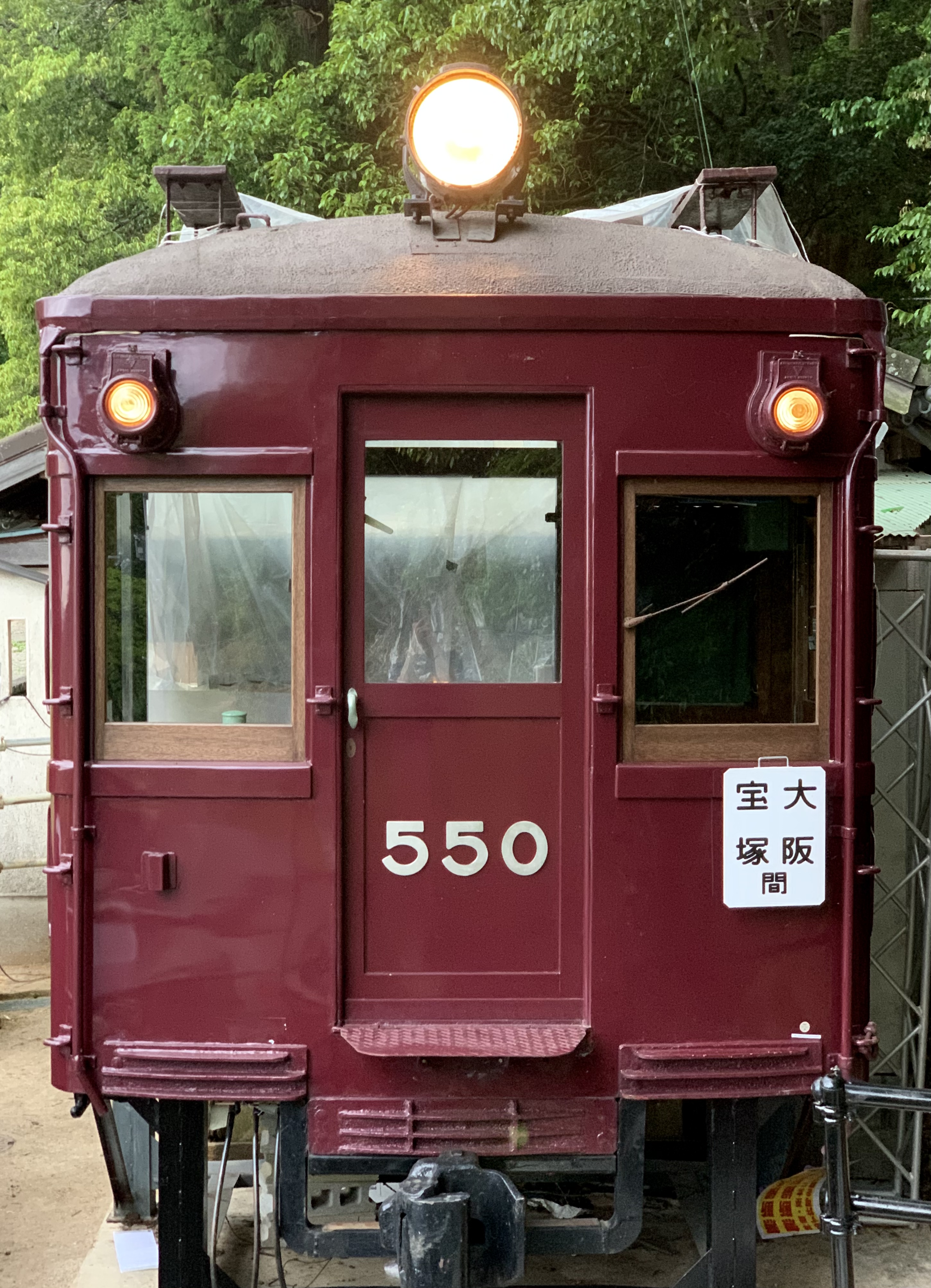
吉川八幡神社　阪急元550形　前頭部

阪急550形電車（はんきゅう550がたでんしゃ）は、かつて阪急電鉄の前身である京阪神急行電鉄に在籍していた通勤形電車である。戦後初の宝塚線向け新形式として1948年及び1951年に16両が製造された。
運輸省の私鉄標準規格型車体に準拠したため、阪急では数少ない二段上昇窓で製造された。また、阪急が子会社として設立した車両メーカーのナニワ工機の製造第一号車両であるとともに、宝塚線小型車両としては最後の新形式である。

## 製造経緯
第二次世界大戦終戦後の阪急は、故障車や戦災車を多く抱えており、戦後の輸送力確保と車両不足解消のためにも車両の増備は急務であった。戦後初の新造車は神戸線用920系の最終増備車943形であり、故障車や戦災車の改造名義で投入された。続いて戦後初の新形式車両として宝塚線に投入されたのが550形で、運輸省の規格形車体に準拠したため2段上昇窓を採用した。

## 概要
1948年12月に550 - 564の15両がナニワ工機（後のアルナ工機。アルナ車両の前身）で最初の車両として製造された。これ以降の阪急の新造車両は、1997年の8000系8040形までの約50年間にわたり、ナニワ・アルナ工機製となった。なお、550 - 564の製造時期に関しては、1948年6 - 8月製造とする記録も見られる。
1951年5月には同一寸法ながら1段下降窓の565号が増備され、阪急最後の小型車製造となった。

## 車体
運輸省規格型電車B'型に準拠した半鋼製車体であり、側窓は京都線の700系とともに試作全鋼製車510号以来の2段上昇窓を採用、運転台も片隅式となった。規格形への設計準拠の制約解消後の1951年に増備された565は、同一の車体寸法ながら阪急伝統の1段下降窓で竣工した。
320形以降に製造された宝塚線向けの各形式同様の15m級小型車体であるが、車体長は約15.8m、車体幅約2.54mで、小型車の中で最大の寸法を持つ。座席は従来車同様のロングシートであるが、客用扉周囲の座席が切り詰められた関係で座席定員が40名となり、500形までの44名から4名減少している。

## 主要機器
主電動機出力は82kW（当初は71kW）で、同時期に電装品と台車を新製して性能向上を図った600形から捻出されたものを流用した。主電動機はゼネラル・エレクトリックGE-240および芝浦SE-121、制御器はゼネラル・エレクトリック社製PC-12である。
台車は汽車製造会社製形鋼組み立て式イコライザー台車のK-15を600形から転用、554以降の偶数車はブレーキを両抱き式のクラスプブレーキに改造されている。後に全車クラスプブレーキに改造された。
ブレーキは日本エヤーブレーキ開発のA動作弁によるAMA自動空気ブレーキとされ、その後の長大編成対応を可能とした。
編成は電動車と制御車による偶数・基数のMc-Tc編成とする設計であったが、当時の宝塚線橋梁の荷重負担能力の関係で、主電動機を1台車につき各1基搭載として分散させ全車電動車として竣工した。1954年の規格向上工事の完了後は主電動機4基を偶数車に集約し、奇数車は制御車に改造されて本来の姿となった。

## 運用

### 復興期の新車
550形は宝塚線や箕面線で運用を開始した。当時の宝塚線は在籍車両の故障等で輸送力不足に陥っており、従来車に比べて少し大きな本形式は混雑時の詰め込みもきくことから輸送力の増強に貢献した。運用面では550形のみの2・4両編成のほか、宝塚側に300形や380形を連結した3両編成、時には500形との4両編成でも運用された。
564は組成相手の車両がなく、500形で同じく組成相手のなかった530を方転して2両編成を組成した。1951年には運用上の都合から565が追加で製造され、550形のみで編成を組むように改められた。
1952年の宝塚線規格向上工事完成後は、本形式は他の小型車各形式同様、客用扉にステップを取り付け、急行から普通まで宝塚線の各列車種別に充当されたが、小型車ながら輸送力の大きい本形式は、新造の810系や神戸線から転入してきた600形とともに4両編成で急行運用によく充当された。また、この時期には本形式をはじめとした新車の投入や600形の転入、故障車の復帰によって輸送力が増強され、登場直後の激しい混雑も解消されたことから上段窓の保護棒が撤去された。
1956年の1200系の製造にあたっては、台車を再び600形へ戻すこととなり、偶数車が610系660形より捻出の住友金属工業製KS-33L(H-5)に、奇数車が300形310 - 315及び電動貨車209・210等より捻出のボールドウィンBW78-25AAに交換された。台車換装に先立ち、1955年には562・564の制御器をMPC-120Hに改造されている。
1950年代後半には、ガラスの供給が安定してきたことにより、窓枠が当初より細く、四隅を曲線処理したものに交換された。また、客用扉間の座席も切り詰められていた両端分が延長されるなど、車内外の様々な箇所を手直しすることで、他の阪急の車両と遜色ない内装に変貌していった。
この時期には4両編成での連結運転が常態化したことから貫通扉に幌枠が設けられている。その後1100系や1200系、2100系などの宝塚線向け大型車の増備をはじめ900形や920系の宝塚線転入によって、本形式は主に普通を中心に運用されるようになったが、1961年からは、朝ラッシュ時の曽根駅折り返しの普通を中心に、阪急の小型車では唯一となる6両編成での運用が開始された。
1962年12月には伊丹線での列車増発に対応して556-557~560-561の2両編成3本が神戸線に転出、1964年12月には554-555と制御車を差し替えた562-565も加わって、本形式のうち半数以上の車両が伊丹線のほか甲陽線でも使用された。ただし、今津線で運用されたことはない。1963年頃には、550~555・563・564の室内灯が蛍光灯化されるとともに、扇風機が取り付けられた。この他、564の袖仕切がクロームメッキのパイプに変更されている。

### 阪急最後の小型車
1963年12月のダイヤ改定では、2021系の増備によって宝塚線に残っていた小型車のうち本形式10両と500形4両編成1本を除いて全車神戸線に転出、本形式のうち6両編成1本がラッシュ時の特発予備として残されたほかは宝塚線での小型車運用が消滅した。本形式はごくまれに6両編成が宝塚線の朝ラッシュ時に運用される以外は箕面・伊丹・甲陽の各支線運用が主となり、箕面線では4両編成で、伊丹・甲陽線では2両編成で運用された。
本形式は他の小型車同様、1960年代後半に予定された神宝線架線電圧の直流1,500Vへの昇圧に際しては昇圧対応工事の対象から外され、昇圧即応車の3000・3100系に置き換えられることとなったが、他の置き換え対象の各形式とは異なり、宝塚線の昇圧まで使用されることとなった。
神戸線昇圧を目前に控えた1966年12月には神戸線に転出していた車両が610系及び500形で唯一残っていた530-300+518-313-519と入れ替わる形で全車宝塚線に復帰、5両編成2本と4両編成1本を組成して箕面線で運用することとなった。それに対応して、編成の中間に組み込まれるようになった551・552・563・564の運転台機器を撤去して中間車化改造を実施、558と560はペアを組んでいた559と561を切り離して増結用の単車とし、広幅貫通路にはアダプターを取り付けて運転台部分の狭幅貫通路に対応した。この時期の編成については下表のとおり。
| ← 石橋箕面 → |       |       |       |       |
| Mc550        | Mc550 | To550 | Mo550 | Tc550 |
| 560          | 550   | 551   | 552   | 553   |
| Mc550        | Mc550 | Tc550 | Mc550 | Tc550 |
| 558          | 554   | 555   | 556   | 557   |
| Mc550        | To550 | Mo550 | Tc550 |       |
| 562          | 563   | 564   | 565   |       |

この時編成から外された559と561は1967年7月に廃車された。残った14両は阪急最後の小型車として箕面線で運用され、その直後の同年4月に562~565の4両編成1本が廃車、6月には558+554+555+556+557の5両編成1本が廃車された。残った560+550+551+552+553の5両編成1本も、昇圧直前の8月16日にささやかな装飾を施してさよなら運転を実施した後に運用を離脱、昇圧前日の8月23日付で廃車となった。大阪万博を1年後に控えた1969年には万博のシンボルマークをあしらったPRステッカーを貼付したが、万博の開幕まで走ることなく全廃となった。
なお、本形式は戦後すぐの混乱期の製造で車体の疲弊が著しく、内装が木製で他の車両に比べるとアコモデーションが貧弱であったことなどから他社への譲渡対象からも外されたため、550・553・559の3両以外は全車解体された。

## 保存車

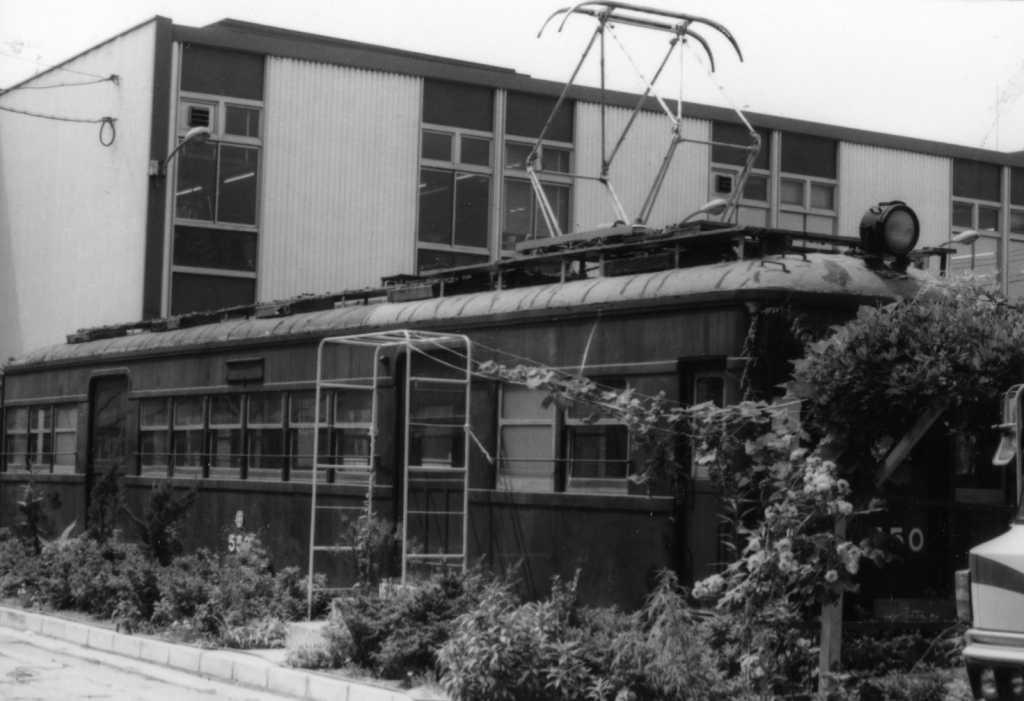
アルナ工機で保存されていた550の車体（1980.8.11撮影）

550の前頭部がアルナ工機で保存されていた。当初は車体を保存していたが、車体の老朽化に伴って運転台部分のみの保存に縮小、さらに2002年のアルナ工機分社化に伴う尼崎工場の閉鎖により岐阜県養老町にあるアルナ輸送機用品本社工場に移設。2020年7月現在は同社が海津市内にて保管しており、同社では阪急宝塚沿線への「里帰り」について模索していたが、譲渡先の公募により2021年4月に大阪府豊能郡豊能町の吉川八幡神社へ移送され、社有地に安置された。同神社近くを走る能勢電鉄から譲渡された1500系1552（元阪急2100系2158）の先頭部と並べて展示されている。
この他、保存車とは異なるが553と559の2両が解体を免れ、このうち559は阪急千里線関大前駅の梅田側の線路沿いにある関大幼稚園で図書館として使われていた。当初はマルーン色のままであったが末期はオレンジ、黄色、赤などにペイントされ、幕板部に「じどうとしょかん」と書かれていた。553は鳥取県米子市付近の国道9号線沿いでアルナ工機の主力商品の1つであったサッシ製品の広告塔に転用された。いずれの車両もすでに撤去されて現存しない。

## 関連事項
- 阪急700系電車 - 京都線用の運輸省規格型電車。
- 京阪1300系電車 - 当時同一会社で、本形式と同時期に製造された運輸省規格型電車。